# はんば
はんば、はんばのりは伊豆大島で食されている海苔、ハバノリである。
千葉県などで採れるハバノリと同じ種類の海苔ではあるが、味わいは異なる。
冬期になると、伊豆諸島には西風が強く吹いて、海も荒れることが多くなり、海岸の岩には「島のり」や「はんばのり」が見られるようになる。岩場に付いた海苔を摘み取って、製造され、島内のスーパーマーケットや飲食店などで販売される。常時取り扱っていることは少なく、貴重な食材といえる。
はんばは、椿油やゴマ油を使い、明日葉と共に油炒めにする、炊き込みご飯にする、炒めたはんばを飯に混ぜて食べる「はんば飯」などで食される。